# Шњегавић
Шњегавић је насељено место у општини Брестовац, у западној Славонији, Република Хрватска.

## Историја
До нове територијалне организације налазило се у саставу бивше велике општине Славонска Пожега.
Село је комплетно спаљено и порушено у ратним дејствима 10.12.1991. године. У селу је оскрнављен и уништен храм Покрова Пресвете Богородице. У протеклом периоду у селу је обновљено 13 кућа и тренутно живи 13 становника.

## Становништво
Насеље је према попису становништва из 2011. године имало 20 становника.
| Националност       | 1991.        |
| Срби               | 121 (98,37%) |
| Хрвати             | 1 (0,81%)    |
| Југословени        | 0            |
| остали и непознато | 1 (0,81%)    |
| Укупно             | 123          |

## Галерија
- Споменик жртвама из неколико српских села у Славонији (страдали су 1991. године)
- Натпис на споменику